# Monica Moore
Monica M. Moore ist eine US-amerikanische Professorin für experimentelle Psychologie an der Webster University in St. Louis.

## Leben
Monica Moore erlangte 1976 den Bachelor an der University of Missouri in Rolla, 1978 den Master und beendete 1981 ihre Dissertation  an der „University of Missouri“ in Columbia. Seit 1987 ist sie Professorin für experimentelle Psychologie an der „Webster University“.

## Forschungsschwerpunkte
Die Forschung von Monica Moore beschäftigt sich vor allem bei Frauen auf Aspekte menschlicher Beziehungen.
- nonverbale Kommunikation
- Psychologie und Frauen
- Menschliches Verhalten bei der Partnerwahl
- Sexualität des Menschen
- Persönlichkeitstheorie
- Gesundheitspsychologie
- Aspekte der Kleidung und des äußerlichen Erscheinungsbildes